# Heartbreaker (Led Zeppelin)
Heartbreaker è una famosa canzone del gruppo Led Zeppelin del Regno Unito contenuta nell'album Led Zeppelin II uscito nel 1969.
È annoverata al 320º posto nella classifica delle 500 migliori canzoni secondo Rolling Stone.

## La canzone
Il brano è uno dei più famosi dei Led Zeppelin e consiste in un riff ripetuto per tutta la durata della canzone che si interrompe solo quando Jimmy Page esegue l'assolo. La canzone è anche presente nel film The Song Remains the Same ed introduce un altro famoso brano dei Led Zeppelin: Whole Lotta Love.
L'assolo contenuto nella canzone è uno dei più belli mai realizzati da Page ed è stato votato dai lettori della rivista Guitar World come 16° assolo più bello tra i 100 Best Solos of All Time.
L'assolo non si adatta al tempo della canzone in quanto quest'ultima si interrompe bruscamente per dargli spazio e quando Robert Plant ricomincia a cantare l'assolo termina per far ripartire il famoso riff.

## Curiosità
- Eddie Van Halen imparò il tapping cercando di imitare, senza successo, l'assolo contenuto in questa canzone.
- Una cover di questa canzone venne realizzata dai Nirvana ed è contenuta nel cofanetto With the Lights Out.